# 罗恩·霍恩
罗纳德·勒罗伊·霍恩（英語：Ronald Leroy Horn，1938年5月24日—2002年10月5日），美国NBA联盟前职业篮球运动员。他在1961年的NBA选秀中第2轮第7顺位被圣路易斯鹰选中。